# Draak (монітор)

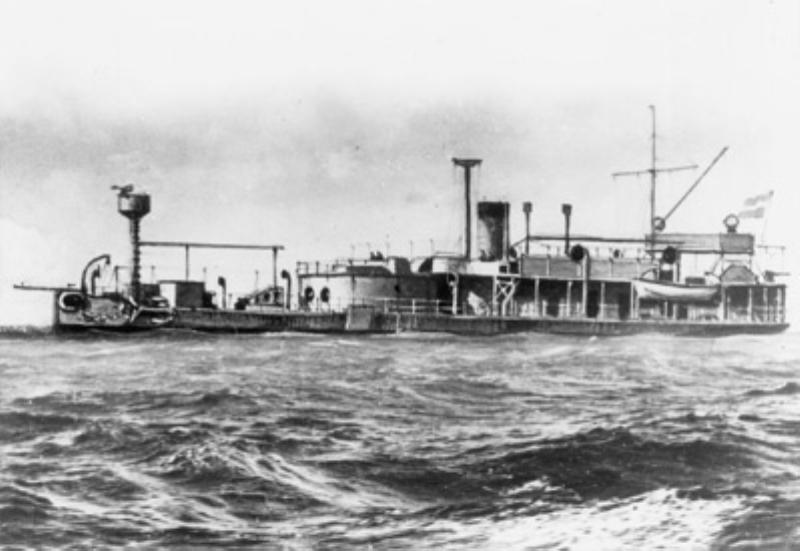
Монітор "Драак"

Драак (голландською: Draak) був монітором (за офіційною класифікацією таранним монітором) (голландський: rammonitor 1e klasse ), побудований корабельнею Rijkswerf в Амстердамі для Королівського флоту Нідерландів наприкінці 1870-х років. 

## Конструкція і опис
На початку 1875 року голландський флот у  водах  метрополії складався з 4-х таранних баштових кораблів, 10 моніторів і 16 канонерських човнів.  Усі ці кораблі, крім двох, були озброєні дульнозарядними гарматами калібром 23 см.  Ймовірно, тому голландці вважали за краще зберігати на озброєнні 23-сантиметрової гармати.  Коли Англія, нарешті, визнала перевагу гармат, що заряджаються через казенну частину, над дульнозарядними уряд  Нідерландів по-слідував за ним. 
Перехід від калібру 23 см до в 28 см мав сильний вплив на конструкцію голландських моніторів.  Контракт на попередній монітора  Luipaard, замовлений в липні 1875 року, лише вимагав зміни на казнозарядні гармати. а не зміни конструкції.  У результаті з'явився монітор, майже ідентичний попереднім десятьма моніторами, але озброєний 1 казнозарядною 28-сантиметровою гарматою замість двох 23 см дульнозарядних. 
Draak був розроблений з самого початку таким чином, щоб збалансувати корпус і озброєння.  Він мав дві казнозарядні гармати калібром 28 см.  Це вимагало збільшення на 33% у порівнянні з попередником  - Luipaard .  Збільшення розміру на 33% та еквівалентне збільшення вартості призвели до подвоєння вогневої потужності. 
З водотоннажністю  2156 т. Draak був приблизно такого ж розміру, як і баштові таранні кораблі типів "Буффель" і "Скорпіонен".  Конкретним завданням Draak був захист  рейду Текселю та Зейдерзе.  Тому осадка корабля була всього 3,30 метри, аби він мав змогу пересуватися по мілководдях. Натомість його бімс мав аж 15 метрів.  

### Двигуни
Двигуни для Draak були виготовлені Koninklijke Fabriek van stoom- en andere werktuigen у Амстердамі.

### Озброєння
Draak був озброєний двома 28-сантиметровими казннозарядними гарматами.  На час будівництва корабля  їх також називали 600 фунтовками. 

### Броня
У Draak мав броньований пояс кованого заліза, який коливався від 204 до 104 міліметрів.  Башта була захищена230 міліметровою бронею.   

## Служба
28 червня 1879 Draak вийшов з порту  IJmuiden і вирушив до Текселя.  У липні 1879 р. монітор проходив морські випробування на рейді Текселю.  Результати були невдалими.  Кілька частин головної машини перегрілися, і досягнення повної швидкості не було можливим.  Нова спроба 14 серпня була більш успішною.  Корабель досяг проектної швидкості та інших характеристик.  